# Escudo de El Carpio de Tajo

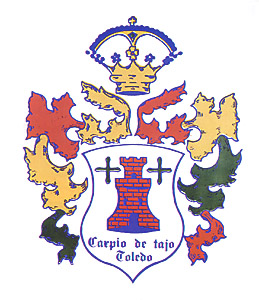
Escudo de El Carpio de Tajo

El escudo de El Carpio de Tajo es el símbolo más importante del municipio de El Carpio de Tajo en la provincia española de Toledo.

## Composición
El escudo de armas timbrado por corona real cerrada, adornado de lambrequines de oro, azur y sinople, y un solo cuartel de plata con un castillo de gules mazonado y aclarado de azures, acompañado de sendas cruces a cada lado y con la leyenda "Carpio de Tajo Toledo" en su parte inferior.

## Historia
El escudo es originario del siglo XV cuando le fue «otorgado a Carpio de Tajo el fuero real de los Reyes católicos en las Cortes de 1488».
El castillo podría referirse al de los condes de La Puebla de Montalbán a los que también perteneció el municipio. Las cruces, según su forma, podrían tratarse de las de Calatrava o de Alcántara, pues en el siglo XII perteneció a la orden de Trujillo - que pasó a ser más tarde de Alcántara - y en el XIII a la de Calatrava.